# Béard
Béard település Franciaországban, Nièvre megyében. Lakosainak száma 161 fő (2022. január 1.). Béard Druy-Parigny, Fleury-sur-Loire, Luthenay-Uxeloup és Saint-Ouen-sur-Loire községekkel határos.

## Népesség
A település népességének változása:
| Lakosok száma | 167  | 171  | 184  | 172  | 167  | 162  | 163  | 162  | 161  |
|               | 2013 | 2015 | 2016 | 2017 | 2018 | 2019 | 2020 | 2021 | 2022 |